# Messier 4

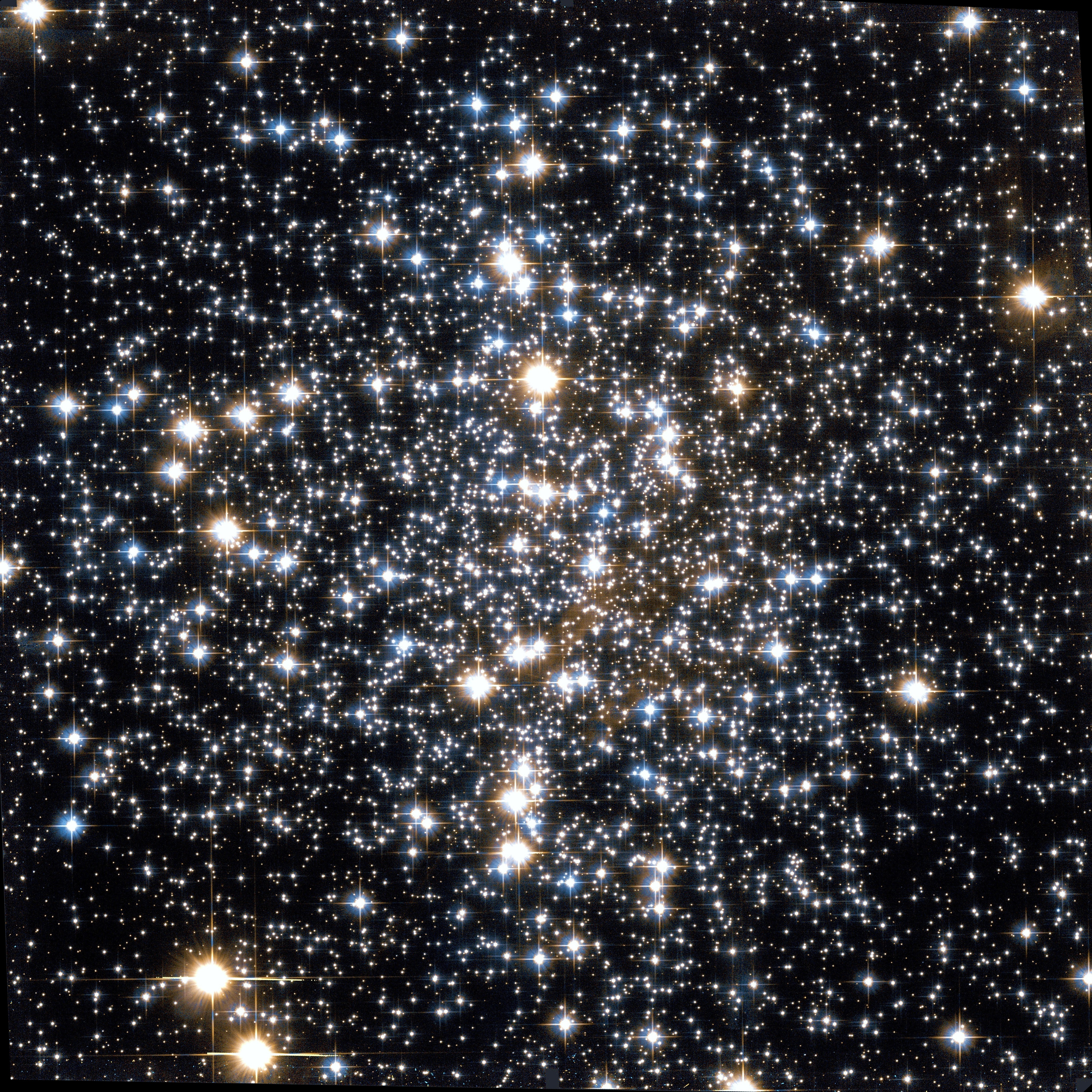
Het centrum van Messier 4

Messier 4, M4 of NGC 6121 is een bolvormige sterrenhoop in het sterrenbeeld Schorpioen (Scorpius).
M4 werd in 1746 ontdekt door Jean-Philippe de Chéseaux en in 1764 nam Charles Messier de bolhoop op in zijn catalogus van komeetachtige objecten als nummer 4. Het was de eerste bolhoop waarin individuele sterren waargenomen werden.
M4 is een van de, zo niet de meest nabije bolhoop, de naaste concurrent NGC 6397 (in het sterrenbeeld Altaar) ligt op 7500 lichtjaar. Ook is dit een van de minst compacte bolhopen, wat tot uiting komt in zijn dichtheidsklasse IX. M4 zou een van de mooiste bolhopen aan onze hemel kunnen zijn, ware het niet dat veel van zijn licht geabsorbeerd wordt door interstellaire stofwolken.
In M4 is een pulsar (PSR B1620-26) gevonden die een periode heeft van maar 3 milliseconden; deze pulseert hiermee tien keer zo snel als die in de Krabnevel. Ook zijn er witte dwergen in M4 gevonden die tot de oudste behoren die ooit waargenomen zijn. Volgens waarnemingen van de Hubble-ruimtetelescoop zou een van deze witte dwergen een planeet met een massa van 2,5 keer Jupiter hebben, die even oud zou zijn als de witte dwerg, en dus ongeveer drie keer zo oud als het zonnestelsel. De witte dwerg, de planeet en de pulsar vormen samen een drievoudig systeem. Er zijn tevens zo'n 43 veranderlijke sterren in M4 waargenomen.
M4 is onder goede omstandigheden net te zien met het blote oog, met een verrekijker of kleine telescoop is hij duidelijk herkenbaar. Ook is hij op 1,3 graad westelijk van de ster Antares gemakkelijk te vinden. Dichter bij Antares staat nog een bolhoop, NGC 6144, deze is met magnitude 10,4 echter een stuk zwakker en wordt gemakkelijk overstraald door Antares. M4 komt op de breedte van de Benelux nooit ver boven de zuidelijke horizon uit, wat de waarneming bemoeilijkt.

## Spinthariscoop
Het beeld van Messier 4 (zoals het te zien is met behulp van een telescoop) werd door Robert Burnham Jr. vergeleken met hetgeen men te zien krijgt als men in een Spinthariscoop kijkt, nl. een hyperkinetisch wolkje bestaande uit gecapteerde alpha deeltjes die eventjes tot lichten worden gebracht. Zie bladzijde 1703 in Burnham's Celestial Handbook, Volume 3: Pavo through Vulpecula.